# Everybody's Rockin'
| Recensione       | Giudizio |
| ---------------- | -------- |
| AllMusic         |          |
| Piero Scaruffi   |          |
| Robert Christgau | C+       |

Everybody's Rockin' è un album discografico del 1983 di Neil Young, registrato con gli "Shocking Pinks" (una band creata solo per l'occasione, come più tardi avverrà con i Bluenote per This Note's for You). Lo stile è unico nella sua discografia, puro rockabilly "imbrillantinato" anni '50.
Con i suoi 25 minuti di durata è il suo lavoro più breve, che però, doveva includere anche le canzoni Get Gone e Don't Take Your Love Away from Me (che ritroveremo poi su Lucky Thirteen) che furono cancellate dalla casa discografica.

## Il disco
Ci sono ben sei cover (di cui due con testo riscritto appositamente) di classici (o semi-classici) dell'epoca come Betty Lou's Got A New Pair Of Shoes di Bobby Freeman. Wonderin' è molto datata, risale infatti ad alcuni concerti acustici del 1970 (tour di After the Gold Rush), eseguita anche nel Live at Filmore East. Ci sono, sotto l'aspetto scherzoso, alcuni testi curiosi.
La title track cita ironicamente il presidente Ronald Reagan e la moglie Nancy che ballano.
In Payola blues dedica la canzone ad Alan Freed, il pioniere dei deejay americani che cadde in disgrazia negli anni cinquanta per uno scandalo di corruzione (trasmissione di specifiche canzoni per radio dietro pagamento di una bustarella): "perché le cose che fanno oggi ti farebbero apparire un santo". Con un fiero andamento rock 'n' roll smaschera il cinismo del doppio giochismo e delle discriminazioni artistiche delle radio rock in un'amara confezione dal facile ritornello lasciando intendere che "se un uomo fa musica dovrebbero trasmettere il suo disco".

### Controversie
Neil aveva completato un album (il cui titolo provvisorio era Island in the Sun) nello stile di Harvest e Comes a Time,  ma la Geffen Records lo rifiutò e comperò invece i diritti di Everybody's Rockin' dalla Reprise, che doveva farlo uscire come ultimo album sotto la sua etichetta. Così la Geffen pubblicò poi questo disco: l'album fu il più grosso flop di vendite della carriera di Young (per un lavoro di inediti). Questo causò una querelle tra l'artista e David Geffen, il quale accusò Neil di aver prodotto un disco poco commerciale ed etichettò la sua musica nel catalogo come "non rappresentativa" del suo genere d'artista. Si narra che la giovane band dei R.E.M. per questo abbandonò l'idea di passare sotto contratto alla Geffen.
Ci fu poi una causa legale, in cui la Geffen chiese indietro i 3 milioni di dollari ricevuti da Young come anticipo per Trans e Everybody's Rockin'. Per tutta risposta, il canadese denunciò David Geffen per frode contrattuale chiedendo una penale di 21 milioni di dollari. Tutte e due le richieste furono respinte nel processo. Per via degli impegni legali, il 1984 fu il primo anno dopo lungo tempo (dal 1971) in cui Young non pubblicò nulla.
Young ha comunque dichiarato di amare molto questo album, come il precedente.

## Tracce
Testi e musiche di Neil Young eccetto dove indicato.
1. Betty Lou's Got a New Pair of Shoes (Bobby Freeman) – 3:02
2. Rainin' in My Heart (Slim Harpo/Jerry West) – 2:11
3. Payola Blues (Ben Keith/Neil Young) – 3:09
4. Wonderin' (Young) – 2:59
5. Kinda Fonda Wanda (Tim Drummond/Young) – 1:51
6. Jellyroll Man (Young) – 2:00
7. Bright Lights, Big City (Jimmy Reed) – 2:18
8. Cry, Cry, Cry (Young) – 2:39
9. Mystery Train (Junior Parker/Sam Phillips) – 2:47
10. Everybody's Rockin' (Young) – 1:57

## Musicisti
- Neil Young: voce, piano, chitarra, armonica
- The Shocking Pinks:
Ben Keith: sassofono, chitarra solista
Tim Drummond: basso
Karl Himmel: rullante
Larry Byrom: pianoforte, cori d'accompagnamento
Rick Palombi: cori d'accompagnamento
Anthony Crawford: cori d'accompagnamento

## Curiosità
- Nel 2006 la rivista musicale britannica Q ha classificato Everybody's Rockin' alla posizione numero 49 della classifica dei "50 peggiori album di sempre".[1]